# Copris dracunculus
Copris dracunculus är en skalbaggsart som beskrevs av Fereira 1959. Copris dracunculus ingår i släktet Copris och familjen bladhorningar. Inga underarter finns listade i Catalogue of Life.